# إيفور باري
إيفور باري (بالإنجليزية: Ivor Barry)‏ هو ممثل بريطاني (وحمل سابقاً جنسية المملكة المتحدة لبريطانيا العظمى وأيرلندا)، ولد في 12 أبريل 1919 في المملكة المتحدة، وتوفي في 12 ديسمبر 2006 في الولايات المتحدة.

## أعمال

### مسلسلات
- بيويتشد

## وصلات خارجية
- إيفور باري على موقع IMDb (الإنجليزية)
- إيفور باري على موقع ألو سيني (الفرنسية)
- إيفور باري على موقع أول موفي (الإنجليزية)
- إيفور باري على موقع قاعدة بيانات الأفلام السويدية (السويدية)
- إيفور باري على موقع قاعدة بيانات الأفلام السويدية (السويدية)
- إيفور باري على موقع قاعدة بيانات الفيلم (الإنجليزية)
- إيفور باري على موقع كينوبويسك (الروسية)